# Alfred Kamienobrodzki

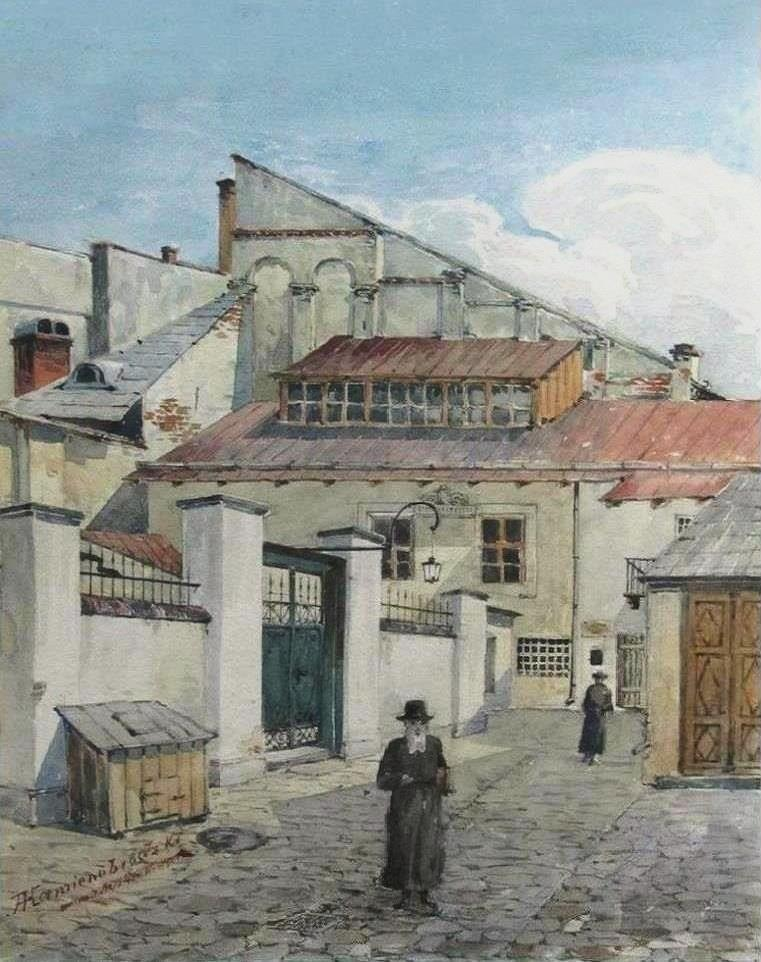
Synagoga Pod Złotą Różą we Lwowie, akwarela Kamienobrodzkiego z końca XIX wieku

Alfred Kamienobrodzki herbu Rogala (ur. 10 marca 1844 w Tarnowie, zm. 25 listopada 1922 we Lwowie) – polski budowniczy, architekt, malarz akwarelista.

## Życiorys
Był synem Adolfa, urzędnika magistratu, i Aleksandry z Dąbrowskich. Brał udział w powstaniu styczniowym i w jednej z pierwszych bitew został ciężko ranny. Rysunku uczył się u Leona Dembowskiego w Krakowie, studia architektoniczne odbył na Politechnice w Wiedniu. Mieszkał we Lwowie, gdzie miał biuro architektoniczne. Malował głównie akwarelą, krajobrazy, widoki wnętrz i architektury Lwowa, Krakowa i ich okolic, a także Wołynia. Był członkiem Towarzystwa Politechnicznego we Lwowie. W roku 1880 zredagował Kalendarz Techniczny wydany nakładem Towarzystwa Politechnicznego. Był członkiem Towarzystwa Przyjaciół Sztuk Pięknych w Krakowie i brał udział w jego wystawach. W 1881 roku wystawiał w Krakowie akwarele Wieża ormiańska we Lwowie i Jesień, zaś w 1887 roku na I Wystawie Sztuki Polskiej w Krakowie akwarele: Wieża ormiańska we Lwowie, Brama Floriańska w Krakowie, Wnętrze pokoju jadalnego, Motyw z Wołynia, Motyw z okolic Lwowa, Szkic dekoracyjny. Niektóre rysunki Alfreda Kamienobrodzkiego były reprodukowane w Tygodniku Illustrowanym.
W roku 1892 był członkiem Komitetu Wystawy Przemysłu Budowlanego we Lwowie, na tejże wystawie wystąpił z kilkoma projektami, jak:
- Plan konkursowy Kasy Oszczędności we Lwowie,
- Plan konkursowy Muzeum Przemysłowego,
- Plan budowy pawilonu wystawowego,
- Plan budowy kościoła i cerkwi w Skolem (powiat stryjski),
- Plan budowy szkoły ludowej im. T. Czackiego.

W roku 1894 otrzymał na wystawie lwowskiej złoty medal za prace architektoniczne.
Alfred Kamienobrodzki brał udział w zorganizowaniu jubileuszowej wystawy Towarzystwa Politechnicznego w 1902 jako członek komitetu wykonawczego, był także członkiem jury. Na tejże wystawie w dziale wynalazków polskich przedstawił Przyrząd automatyczny do ustalania poziomego lub pionowego położenia przedmiotu na osi się obracającego. W roku 1913 na Wystawie Akwarel i Pasteli we Lwowie prezentował pejzaż Staw Janowski. Po roku 1920 miał we Lwowie własną wystawę projektów i modeli architektonicznych oraz akwarel. Należał do Towarzystwa Strzeleckiego i był trzykrotnie królem kurkowym.
Ożenił się podczas pobytu w Wiedniu z pochodzącą z Węgier Józefą Krtsmary i miał z nią siedmioro dzieci (m.in. syna Adolfa, architekta i córkę Józefę, żonę Kazimierza Gubrynowicza, księgarza i wydawcy).
Zmarł we Lwowie 25 listopada 1922 roku i spoczywa na Cmentarzu Łyczakowskim we Lwowie.
Część akwarel Alfreda Kamienobrodzkiego znajduje się w Muzeum Historycznym miasta Lwowa, kilka w Muzeum Historycznym w Tarnowie, a także w rękach rodziny.